# شيب شيفت
شيب شيفت (بالإنجليزية: ShapeShift)‏، هي بورصة عملات مشفرة يقع مقرها الرئيسي في سويسرا. شُغِّلت الشركة في دنفر، كولورادو اعتبارًا من عام 2018. زعم تحقيق أجرته صحيفة وول ستريت جورنال عام 2018، أن الشركة سهّلت غسل أموال بقيمة 90 مليون دولار من أموال الأنشطة الإجرامية على مدى عامين.

## تاريخها
تأسست شركة شيب شيفت في سويسرا على يد إريك فورهيس بتاريخ 1 يوليو 2014. وأشار فورهيس إلى انهيار بورصة Mt.Gox باعتباره الدافع وراء إنشاء شركة شيب شيفت.
تلقت الشركة استثمارًا أوليًا بقيمة 525,000 دولار أمريكي من قبل روجر فير وباري سيلبرت في مارس 2015.[بحاجة لمصدر] بحلول سبتمبر 2015، جُمِع تمويل إضافي يبلغ إجماليه 1٫6 مليون دولار أمريكي، من قبل المستثمرين في جولة تمويل ثانية بما في ذلك مجموعة العملات الرقمية، وبيتفينكس، وبيتكوين كابيتال، وماردال للاستثمارات.
أُصدِرت شيب شيفت على نظام iOS بشكل أولي في يونيو 2015، مما سمح للمستخدمين بتبادل 25 عملة رقمية ورموز قيمة.
في 11 يونيو 2015، قامت شركة شيب شيفت بقطع الخدمة عن نيويورك استجابةً للسياسة التنظيمية الجديدة للولاية المتعلقة بأعمال العملات الرقمية، ... بيت ليسنس،" والتي أُصدِرت في يونيو مع الموافقة على اللوائح النهائية في أغسطس. وذكرت الشركة أنه إذا امتثلت للوائح (نيويورك بيت ليسنس)، فإن البيانات الشخصية والخاصة المهمة ستكون أيضًا في أيدي المتسللين.
جمعت شركة شيب شيفت في مارس 2017 مبلغ 10.4 مليون دولار أمريكي في سلسلة التمويل أ من شركات رأس المال الاستثماري الأمريكية والعالمية. وكانت شركة (Earlybird Venture Capital)، ومقرها برلين هي المستثمر الرئيسي بتمويل إضافي من (Lakestar) و (Access Venture Partners) و (Pantera Capital) و(Blockchain Capital).
أعلنت شركة شيب شيفت في أغسطس 2017، أنها ستتوقف عن العمل في ولاية واشنطن بسبب اللوائح التنظيمية المشابهة لـ (بيت ليسنس)، والتي فرضها إقرار مشروع قانون مجلس الشيوخ رقم 5031.[بحاجة لمصدر]
على عكس العديد من شركات البورصة، فإن شركة شيب شيفت لا تطلب من المستخدمين تأكيد هويتهم، مما يسمح بإجراء معاملات مجهولة المصدر. وقد مكّن هذا الافتقار إلى الرقابة المجرمين، بما في ذلك المتسللين الكوريين الشماليين ومشغلي مخطط بونزي، من غسل ما يقرب من 90 مليون دولار من العائدات الإجرامية، مع قيام شركة شيب شيفت بمعالجة الجزء الأكبر من هذه الأموال بين التبادلات ذات التواجد الأمريكي. سهلت سياسة شيب شيفت تحويل العملات المشفرة التي يمكن تتبعها مثل البيتكوين إلى عملات رقمية لا يمكن تعقبها مثل مونيرو ، مما أدى إلى حجب مسار الأموال بشكل فعال.
في 1 أكتوبر 2018، بدأت الشركة في طلب معلومات التعريف الشخصية من عملائها. اعتبارًا من يناير 2024، تقول الأسئلة الشائعة للشركة إنها لا تتطلب التحقق من معرفة العميل الخاص بك.